# Jasenovo, Nova Varoš
Jasenovo (izvirno srbsko Јасеново) je naselje v Srbiji, ki upravno spada pod Občino Nova Varoš; slednja pa je del Zlatiborskega upravnega okraja.

## Demografija
V naselju živi 228 polnoletnih prebivalcev, pri čemer je njihova povprečna starost 44,7 let (43,0 pri moških in 46,2 pri ženskah). Naselje ima 91 gospodinjstev, pri čemer je povprečno število članov na gospodinjstvo 2,99.
To naselje je skoraj popolnoma srbsko (glede na popis iz leta 2002), a v času zadnjih treh popisov je opazno zmanjšanje števila prebivalcev.
|  |

| Demografija | Demografija     | Demografija     |
| Leto        | Št. prebivalcev | Št. prebivalcev |
| ----------- | --------------- | --------------- |
|             |                 |                 |
|             |                 |                 |
|             |                 |                 |
|             |                 |                 |
| 1948        | 405             |                 |
| 1953        | 482             |                 |
| 1961        | 561             |                 |
| 1971        | 462             |                 |
| 1981        | 445             |                 |
| 1991        | 385             | 385             |
| 2002        | 272             | 272             |
|             |                 |                 |

| Etnična sestava po popisu iz leta 2002 | Etnična sestava po popisu iz leta 2002 | Etnična sestava po popisu iz leta 2002 | Etnična sestava po popisu iz leta 2002 | Etnična sestava po popisu iz leta 2002 |
| -------------------------------------- | -------------------------------------- | -------------------------------------- | -------------------------------------- | -------------------------------------- |
| Srbi                                   | Srbi                                   |                                        | 270                                    | 99,26%                                 |
| Črnogorci                              | Črnogorci                              |                                        | 1                                      | 0,36%                                  |
| Neznano                                | Neznano                                |                                        | 1                                      | 0,36%                                  |